# 李德新 (武警少將)
李德新，男，中華人民共和國軍事、中共黨员，政治人物，武警少將 

## 生平
歷任中國人民武裝警察部隊湖北省總隊 参谋长丶中國人民武裝警察部隊河北省總隊司令員    